# NGC 5489
NGC 5489 (również PGC 50701) – galaktyka spiralna (Sa), znajdująca się w gwiazdozbiorze Centaura. Odkrył ją John Herschel 1 lipca 1834 roku.